# پسر بخار
پسر بخار (ژاپنی: スチームボーイ هپبورن: Suchīmubōi) یک انیمهٔ استیم‌پانک اکشن ژاپنی به همکاری و نویسندگی مشترک کاتسوهیرو اوتومو و تهیه‌کنندگی سانرایز است. این فیلم به عنوان بعد از آکیرا (۱۹۸۸)، دومین اثر اصلی اوتومو به‌عنوان کارگردان است. این فیلم در ژاپن توسط توهو در ۱۷ ژوئیه ۲۰۰۴ منتشر شد.
پسر بخار با بودجه‌ای ¥۲٫۴ میلیارد (۲۶ میلیون دلار آمریکا) پرهزینه‌ترین فیلم ژاپنی تاریخ بود که تولید شد. این فیلم ده سال در دست تولید بود و از بیش از ۱۸۰٬۰۰۰ نقاشی و ۴۴۰ کات سی‌جی استفاده کرد.
این انیمه با عنوان گوی بخار از صدا و سیمای ایران پخش شد.

## بازخورد

### فروش گیشه
این فیلم در ژاپن، با فروش ¥۱٫۱۶ میلیارد، تبدیل به هجدهمین فیلم پرفروش داخلی سال ۲۰۰۴ شد. این فیلم در ایالات متحده موفقیتی در گیشه نداشت و در سال ۲۰۰۵، تنها ۴۶۸٬۸۶۷ دلار فروش داشت.
به گفتهٔ منتقد کی‌جی‌بی در آی‌جی‌ان، این می‌تواند به دلیل روش‌های بازاریابی مورد استفاده و انتشار محدود و فوق‌العاده کم بازی در ایالات متحده باشد. پسر بخار می‌توانست مخاطبان غربی بیشتری داشته باشد، اما به دلیل انتشار محدود، این اتفاق نیفتاد. «پسر بخار یکی از معدود فیلم‌های انیمه‌ای است که می‌تواند برای مخاطبان گسترده‌ای در ایالات متحده پخش شود. در عوض، این فیلم به صورت محدود از طریق ناشر کوچک‌تر سونی منتشر می‌شود و برخی شهرها را به‌طور کامل حذف می‌کند و فقط در خانه‌های هنری کوچک‌تر در بسیاری از شهرهایی که فیلم را دریافت می‌کنند، پخش می‌شود».

### نقدها
این فیلم نقدهای مثبتی دریافت کرد. وبگاه بازبینی جمعی راتن تومیتوز بر اساس بیش از ۹۰ نقد، امتیاز ۶۱٪ و میانگین امتیاز ۶٫۱ از ۱۰ را به فیلم پسر بخار داد، با این اجماع که «داستان عالی نیست، اما جذابیت‌های علمی تخیلی زیادی برای جبران آن وجود دارد». متاکریتیک بر اساس نظر ۳۲ منتقد، میانگین امتیاز ۶۶ از ۱۰۰ را به این فیلم اختصاص داد که نشان‌دهندهٔ «نقدهای عموماً مطلوب» است. پسر بخار در سال ۲۰۰۴ جایزهٔ بهترین فیلم بلند انیمیشن را از جشنوارهٔ بین‌المللی فیلم سیتخس - کاتالان دریافت کرد.
استیون هانتر از واشینگتن پست می‌گوید: «این فیلم یکی از آن آثار علمی-تخیلی است که از یک برههٔ خاص در علم گرفته شده است، بنابراین داستان آن حس تاریخی دارد. پسر بخار آشکارا قصد دارد نقدی بر فرهنگ غرب باشد: از مسائلی مانند صنعتی شدن، سلطه، کشتار جمعی، جاه‌طلبی و استبداد به عنوان پس‌زمینه‌ای برای چیزی که شبیه یک ماجراجویی کتابی پسرانه است، استفاده می‌کند». این فیلم به‌طور کلی نظرات مثبتی از منتقدان دریافت کرد.